# Orgilus obesus
Orgilus obesus är en stekelart som beskrevs av Taeger 1989. Orgilus obesus ingår i släktet Orgilus och familjen bracksteklar. Enligt den finländska rödlistan är arten sårbar i Finland. Artens livsmiljö är åsmoskogar. Inga underarter finns listade i Catalogue of Life.